# Inno dei giovani fascisti
Inno dei giovani fascisti (noto anche come Fuoco di Vesta) è un brano musicale composto da Vittorio Emanuele Bravetta e musicato da Giuseppe Blanc nel 1932. Venne adottato come inno ufficiale dalla Gioventù Italiana del Littorio.
Il brano è improntato su alte forme poetiche in omaggio al paroliere Fausto Salvatori (all'epoca da poco scomparso) e rappresenta ancora una volta col legame del mito dell'impero romano tanto caro alla retorica fascista. La prima strofa, infatti, si apre con le parole fuoco di Vesta, con riferimento al sacro fuoco che ardeva perennemente davanti al tempio della dea Vesta a Roma, simbolo non solo dell'eterna giovinezza (il culto era amministrato dalle vestali, giovani vergini), ma anche della fiamma perenne che ardeva nel cuore dei nuovi giovani italiani (ovvero i fascisti).
La figura di Mussolini è esplicitata nella seconda strofa dove per ben tre volte viene ripetuto l'appellativo di "Duce" col quale il dittatore era maggiormente noto, anche questo un riferimento al mondo antico romano dove per l'appunto il dux era il condottiero.

## Nella cultura popolare
Il brano è ripreso anche nel film Amarcord di Federico Fellini nel momento della parata iniziale della Gioventù del Littorio.